# Berczik Gyula
Jászói Berczik Gyula (Temesvár, 1853. december 9. – Budapest, 1933. május 30.) magyar mérnök, műszaki tanácsos, építész.

## Élete
Berczik Pál (1808–1871) ügyvéd, táblabíró és Hazay Terézia (1823–1895) fiaként született. A 19. század végén működött építészként, több bérházat, illetve ipari épületet is tervezett. Ő ellenőrizte a Magyar Királyi Állami Felső Építő Ipariskola és Technológiai Iparmúzeum (ma: Bánki Donát Műszaki Főiskola) terveit is 1889-ben (építész: Hauszmann Alajos).
Nagy szerepet kapott az 1896-os millenniumi ünnepségek idején. 1895-ben Thaly Kálmán történésszel végigjárta az ország szélein lévő, emlékműemelésre alkalmas helyszíneket, tanulmányozva a terepviszonyokat, az építmények láthatóságát, a környezetbe való beilleszkedésüket. Ezt követően közösen kijelölték a végleges helyszíneket, és döntöttek az emlékművek jellegéről, formájáról és méretéről.
Végül 7 emlékmű készült el (Ópusztaszer, Nyitra, Dévény, Munkács, Zimony, Brassó, Pannonhalma), valamennyit Berczik tervezte szobrászok bevonásával. A trianoni béke után a legtöbb külföldi ország területére került, ahol azokat megrongálták, szobraikat ledöntötték. Napjainkban csak alapjaik láthatóak.
Felesége Réczey Margit (1874–1947) volt, Réczey Imre és Beregszászy Ludovika lánya.
Fivérével, Berczik Árpád (1842–1919) író-újságíróval nyugszik közös sírban a budapesti Fiumei úti sírkertben.

## Épületei és építményei

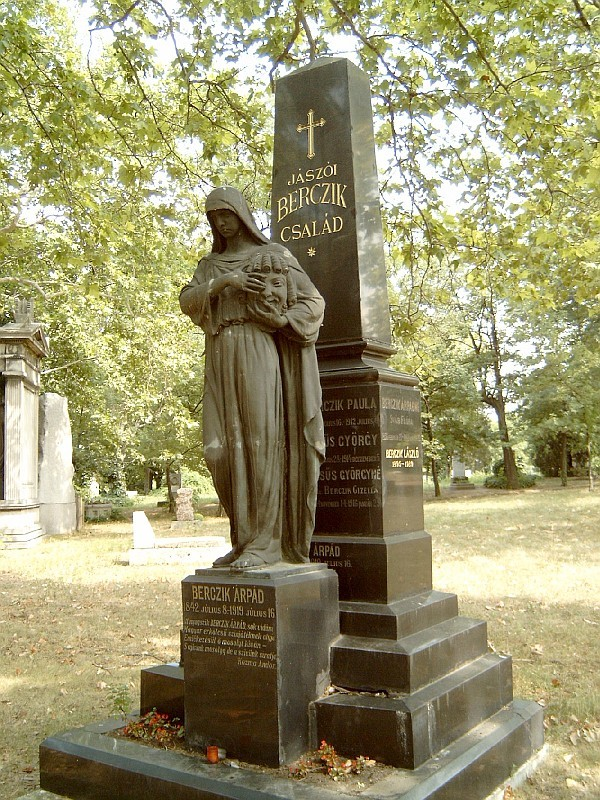
Nyughelye a Fiumei úti sírkertben

- 1884: a Ferencvárosi Dohánygyár épülete, Budapest, Kinizsi utca 30–36.[9]
- 1896: Árpád emlékmű, Ópusztaszer[10]
- 1896: emlékmű Magyarország ezredéves ünnepére, Nyitra, Zobor-hegy[11] (az eredeti tervekhez képest nem 36, hanem csak 22 m magas lett;[11] 1921-ben cseh légionáriusok lerombolták, csak alapjai vannak meg)[12]
- 1896: emlékmű Magyarország ezredéves ünnepére, Dévény[13] (oszlopát 1921-ben a szlovák lakosok lerombolták,[14] a talapzatot 1965 körül bontották el)[15]
- 1896: emlékmű Magyarország ezredéves ünnepére, Munkács[16] (1924-ben a szlovák hatóságok elbontották,[17] 2007-ben más formában újjáépítették)[18]
- 1896: emlékmű Magyarország ezredéves ünnepére, Zimony[19] (1924-ben a Szerb Nemzeti Fiatalság szervezet a turul-szobrot ledöntötte róla)[20]
- 1896: emlékmű Magyarország ezredéves ünnepére, Brassó[21] (1913-ban az emlékoszlop viharban ledőlt)[22]
- 1896–1897: emlékmű Magyarország ezredéves ünnepére, Pannonhalma[23] (1937–1938-ban átalakították)[24]
- Baross Gábor síremléke a klobusici temetőben[25]
- bérházak[25]

### Tervben maradt munkák
- 1871: Gellért-hegyi történelmi emlékmű, Budapest, Gellért-hegy (I. Nemzeti Pantheon, Feszl Frigyessel közös munka)[26][27]
- 1894: iskola, Breznóbánya[28]
- 1899: görögkatolikus templom, Nagyszeben[25][29]
- 1899/1900: Postatakarékpénztár, Budapest, Hold utca 4.[30][31]

## Képtár

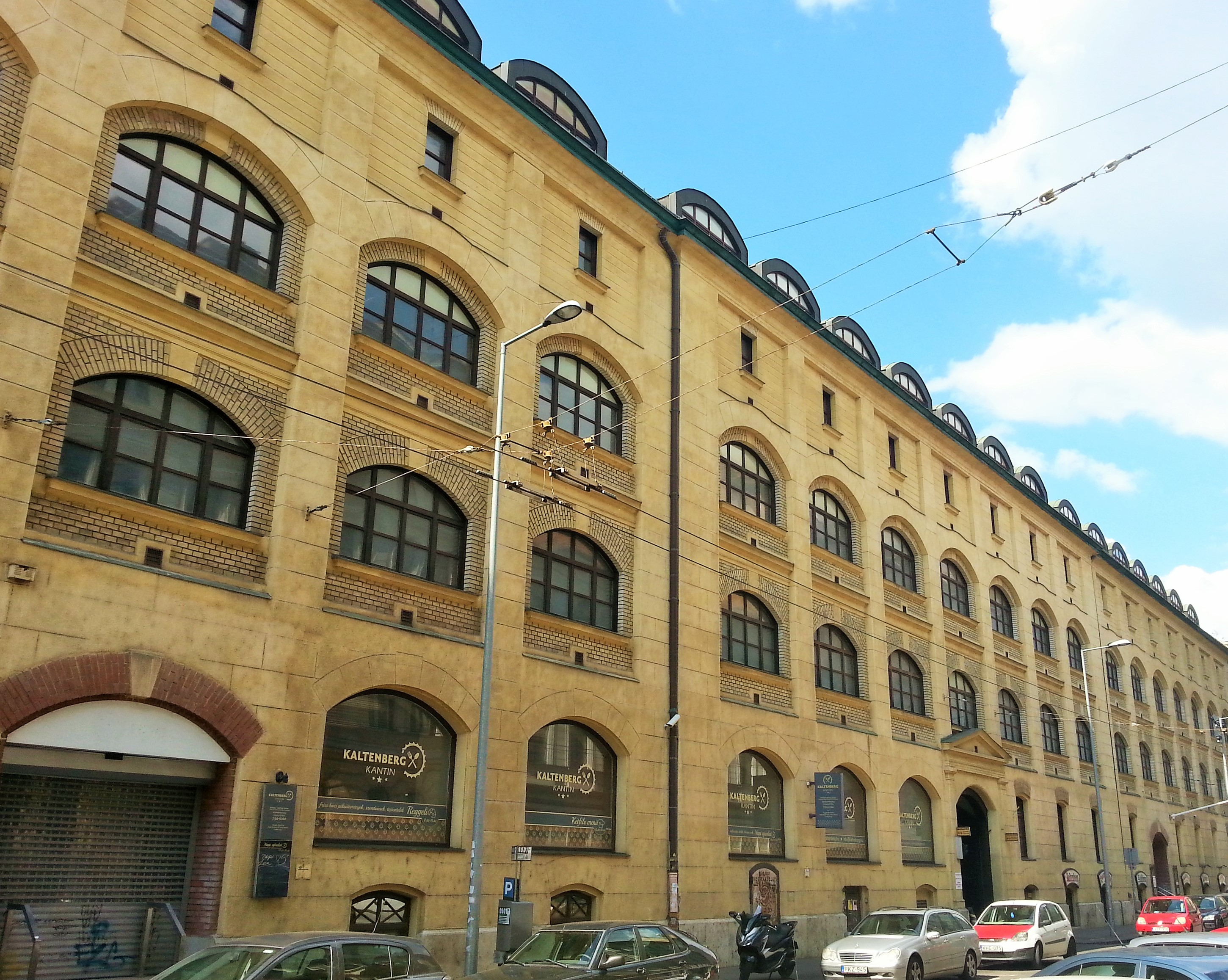
a Ferencvárosi Dohánygyár épülete, Budapest
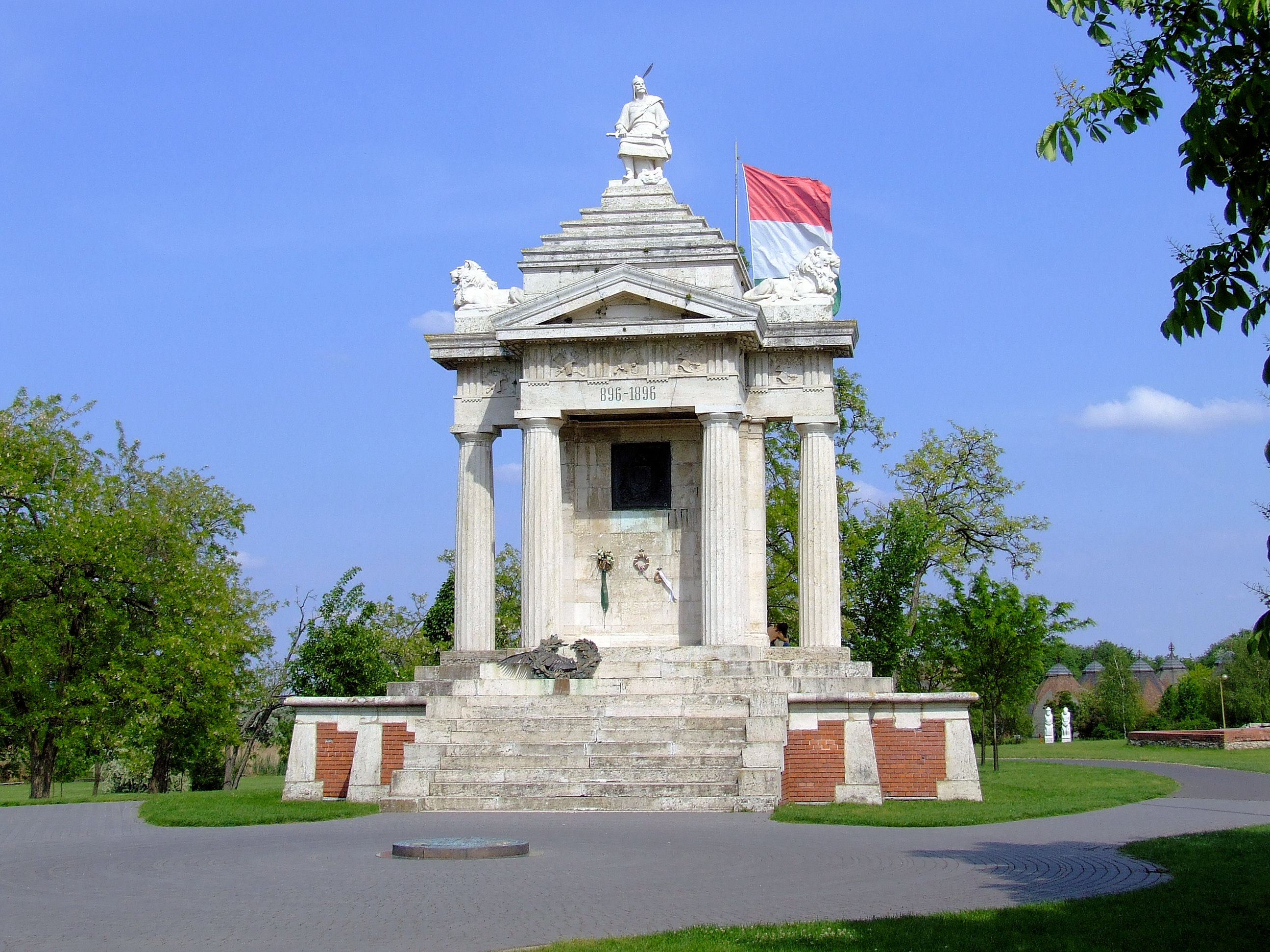
Árpád emlékmű, Ópusztaszer
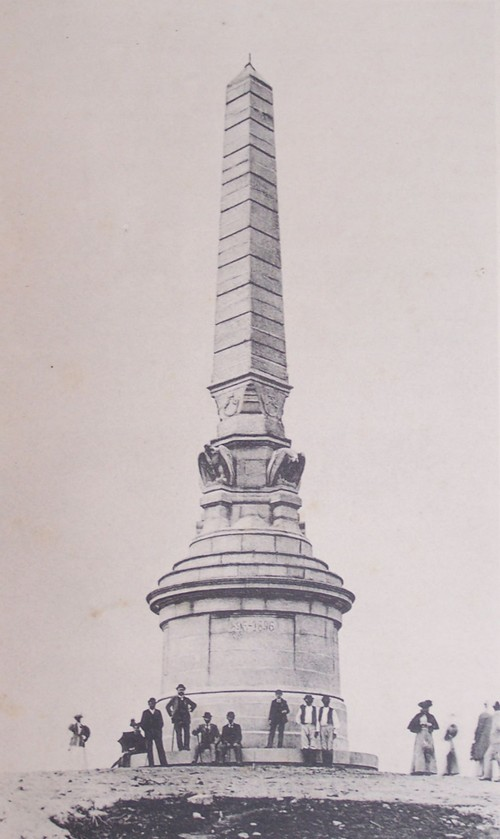
emlékmű Magyarország ezredéves ünnepére, Zobor
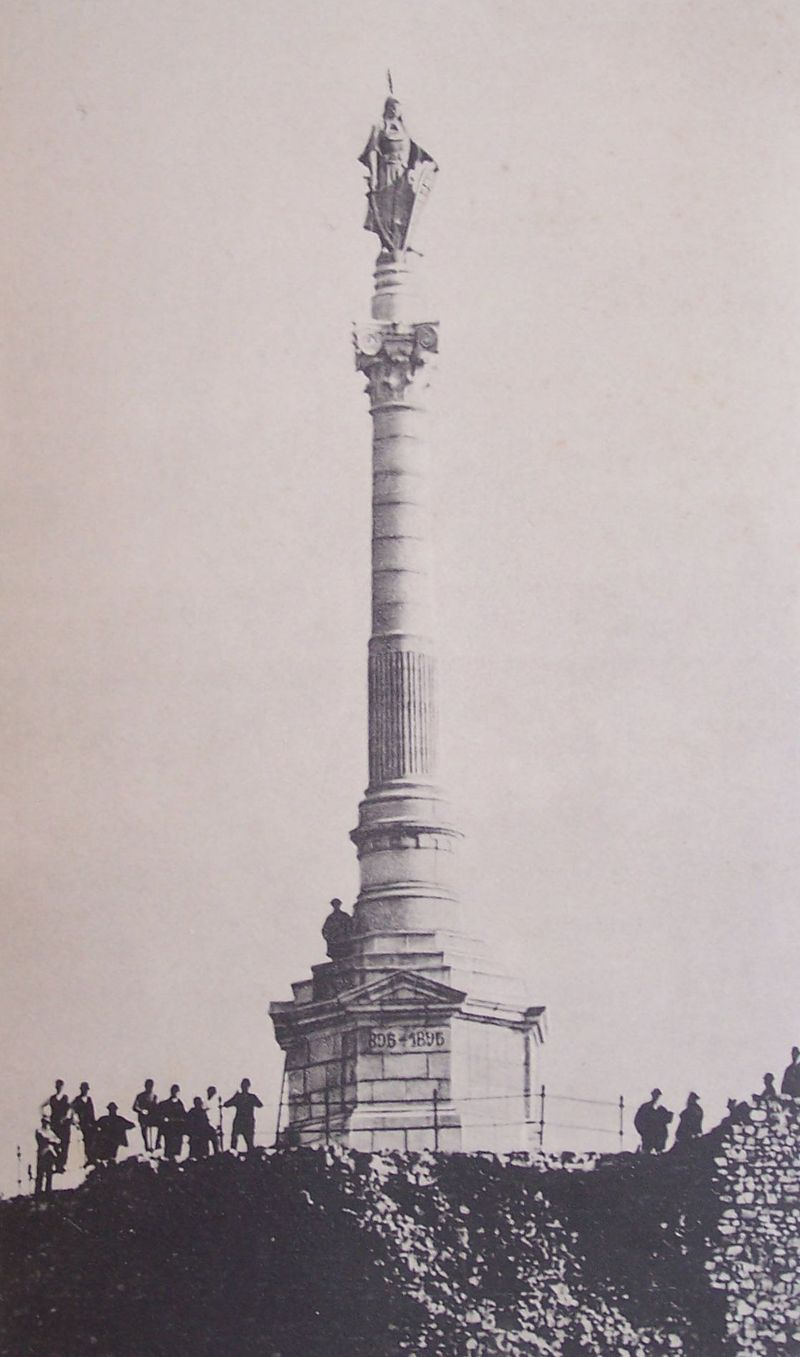
emlékmű Magyarország ezredéves ünnepére, Dévény
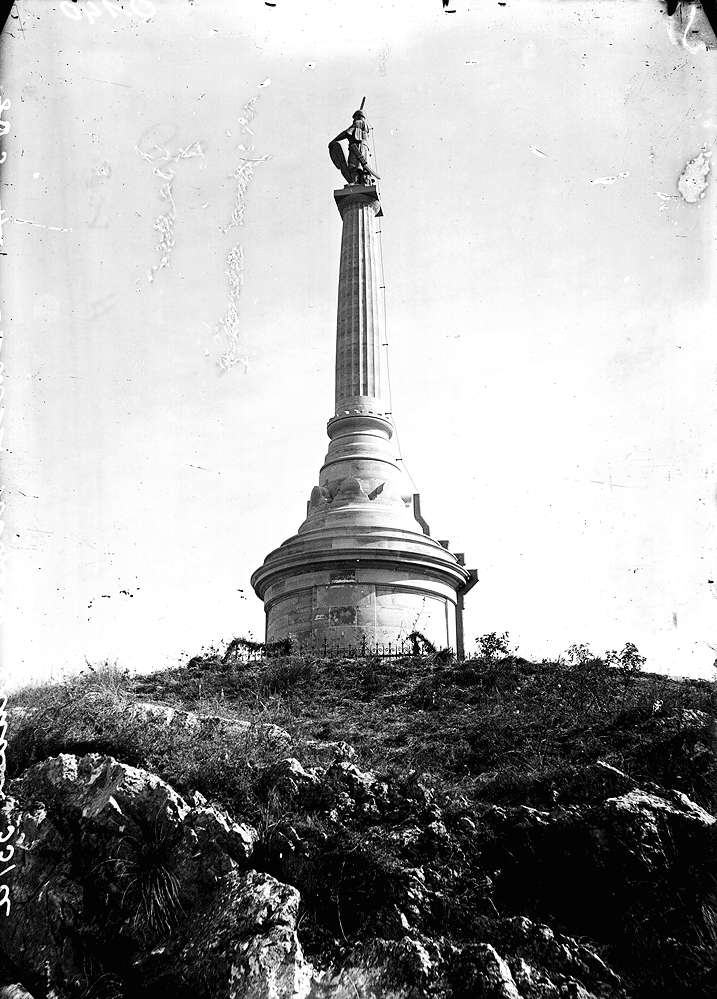
emlékmű Magyarország ezredéves ünnepére, Brassó
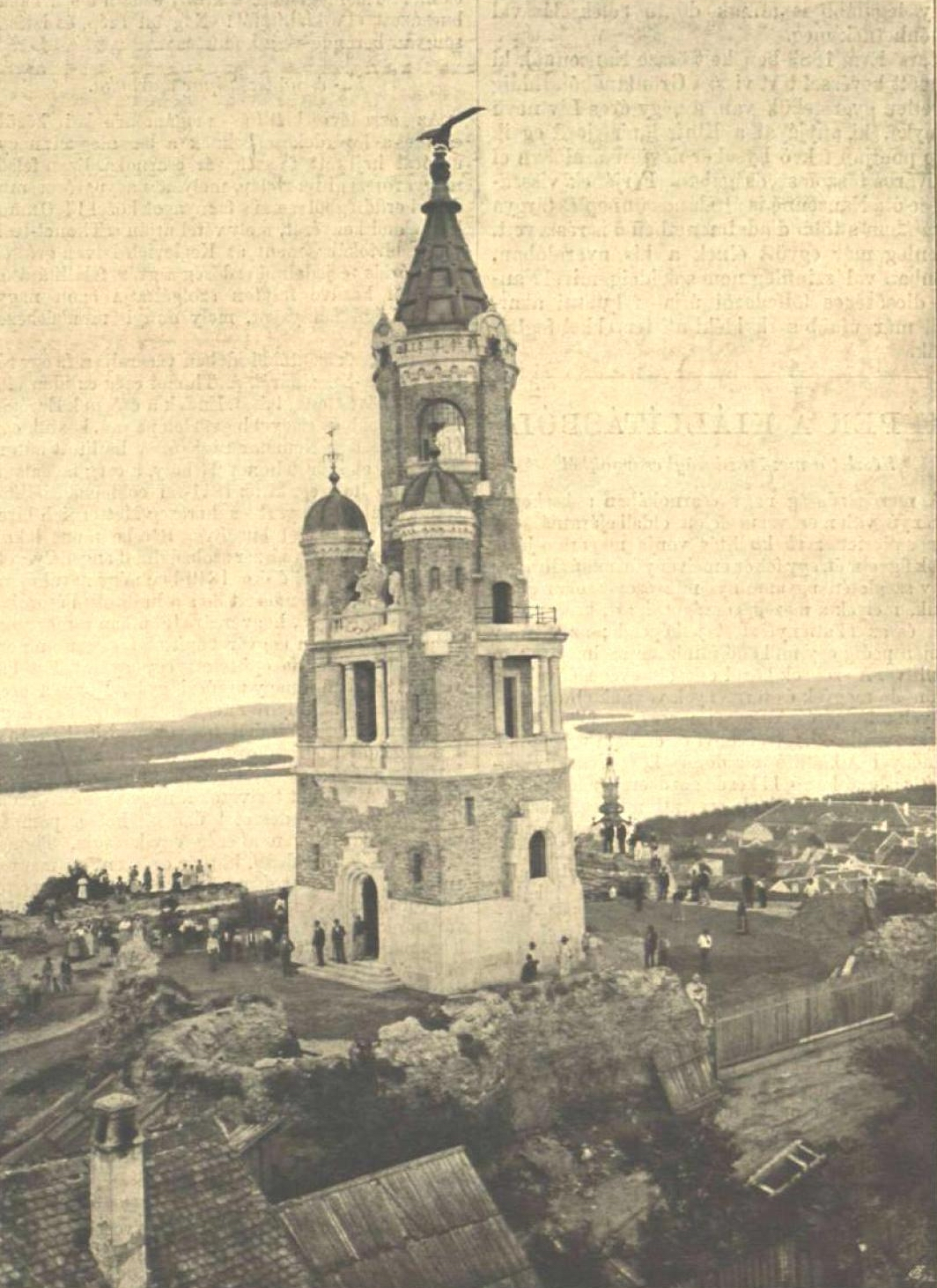
emlékmű Magyarország ezredéves ünnepére, Zimony
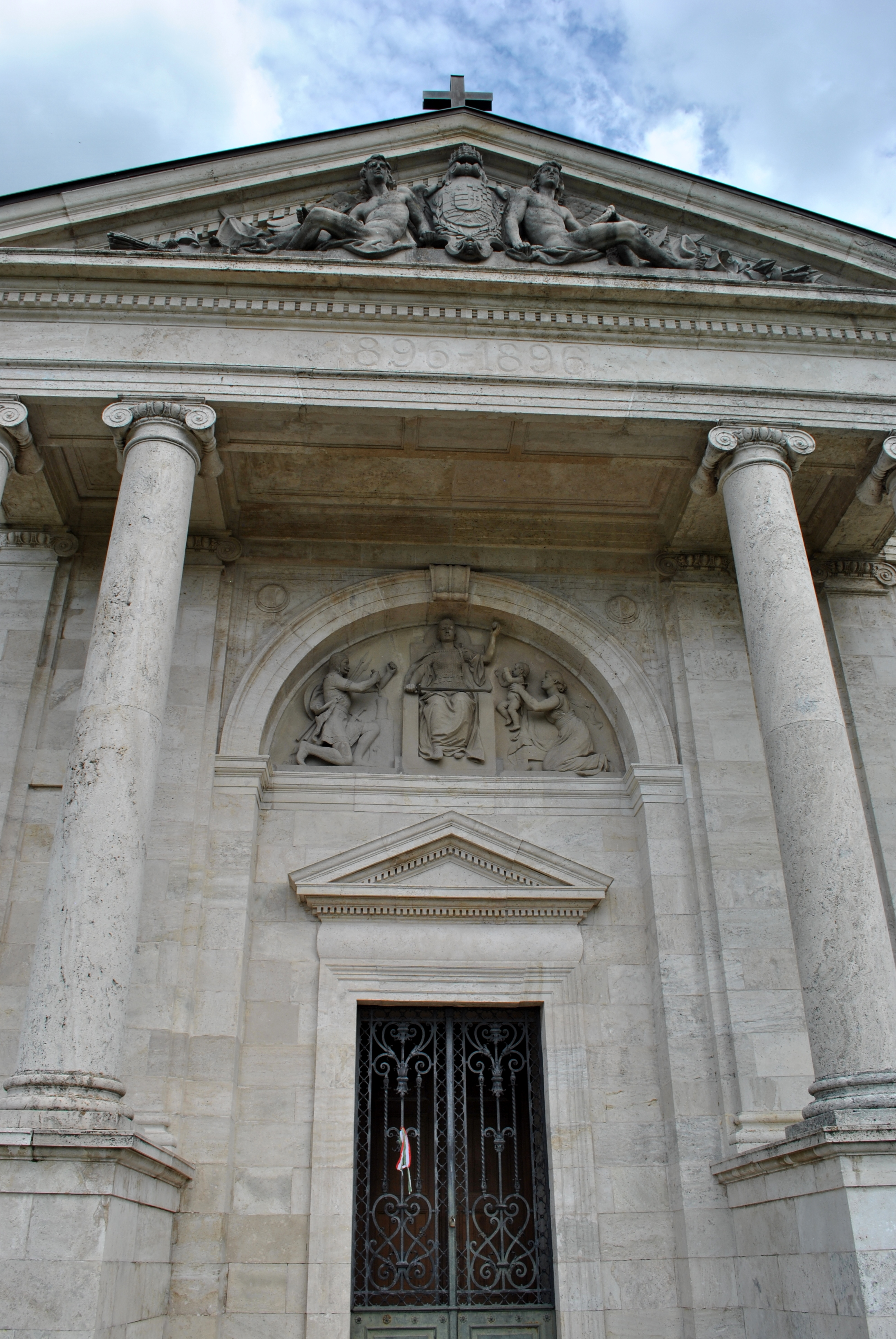
emlékmű Magyarország ezredéves ünnepére, Pannonhalma
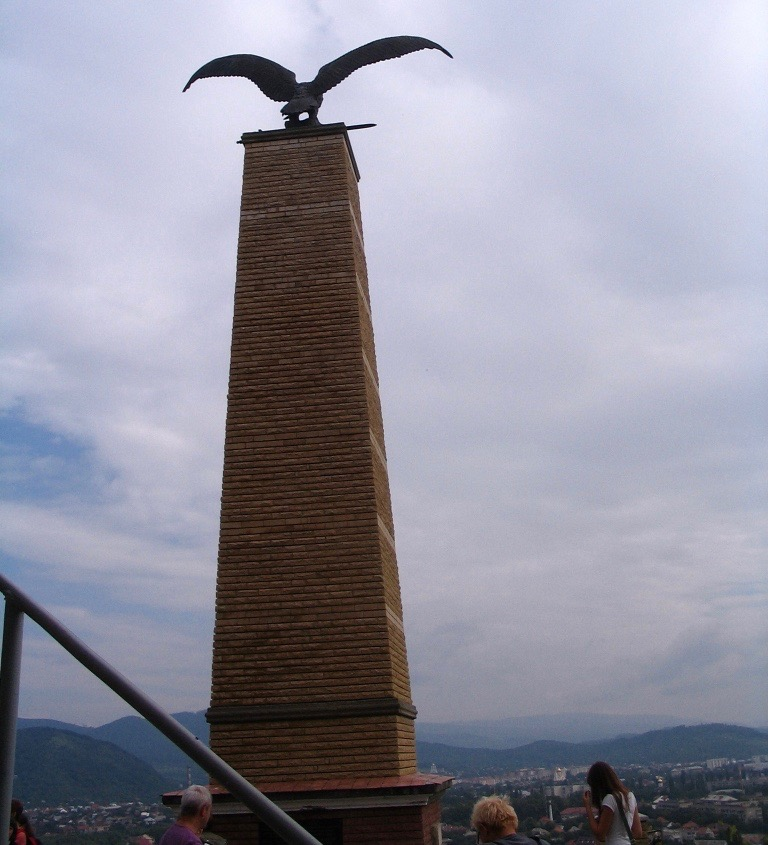
Az új emlékmű, Munkács
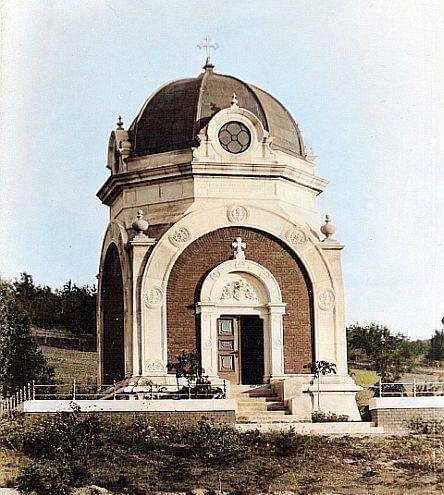
Baross Gábor síremléke

## További irodalom
- Albert Enikő: Új világváros született: Budapest és a vidék ezredéves ünnepéről (pestbuda.hu, 2016. jún. 11.)
- Baross Gábor Mauzóleuma (emlekhelyek.csemadok.sk, 2016. szept. 30.)